# BMW na dirkah Mille Miglia
Avtomobilistična dirka Tisoč milj (italijansko Mille Miglia), je bila avtomobilska dirka, ki je trajala med letoma 1927 in 1957. Zaradi dveh hudih nesreč s smrtnimi žrtvami, ki sta se zgodili v vasi Guidizzolo in nato še v mestu Brescia, je bila dirka leta 1957 ukinjena. Potekala je v Italiji na relaciji Brescia – Padova – San Marino – Rim – Pisa – Bologna – Brescia.
BMW je nastopil z dirkalnikom BMW 328 Touring-Coupe in nemškima dirkačema Fritzom Huschke von Hansteinom in Walterjem Bäumerjem, ki sta zmagala na dirki s časom 8:54:46,3.